# العلاقات الكيريباتية الناوروية
العلاقات الكيريباتية الناوروية هي العلاقات الثنائية التي تجمع بين كيريباتي وناورو.

## مقارنة بين البلدين
هذه مقارنة عامة ومرجعية للدولتين:
| وجه المقارنة                                              | كيريباتي                        | ناورو                          |
| --------------------------------------------------------- | ------------------------------- | ------------------------------ |
| المساحة (كم2)                                             | 811                             | 21                             |
| عدد السكان (نسمة)                                         | 116.40 ألف                      | 10.08 ألف                      |
| الكثافة السكانية (ن./كم²)                                 | 14.35 ألف                       | 48.00 ألف                      |
| العاصمة                                                   | جنوب تاراوا                     | ضاحية يارين                    |
| اللغة الرسمية                                             | لغة إنجليزية، اللغة الكيريباتية | اللغة الناورونية، لغة إنجليزية |
| العملة                                                    | دولار كريباتي، دولار أسترالي    | دولار أسترالي                  |
| الناتج المحلي الإجمالي (بليون دولار)                      | 196.15 مليون                    | 113.88 مليون                   |
| الناتج المحلي الإجمالي (تعادل القوة الشرائية) بليون دولار | 224.26 مليون                    | 162.98 مليون                   |
| الناتج المحلي الإجمالي الاسمي للفرد دولار أمريكي          | 1.42 ألف                        | 9.83 ألف                       |
| الناتج المحلي الإجمالي للفرد دولار أمريكي                 | 1.81 ألف                        |                                |
| مؤشر التنمية البشرية                                      | 0.590                           |                                |
| رمز المكالمات الدولي                                      | +686                            | +674                           |
| رمز الإنترنت                                              | .ki                             | .nr                            |
| المنطقة الزمنية                                           |                                 | ت ع م+12:00                    |

## منظمات دولية مشتركة
يشترك البلدان في عضوية مجموعة من المنظمات الدولية، منها:
| علم المنظمة | اسم المنظمة                                 | تاريخ انضمام كيريباتي | تاريخ انضمام ناورو |
| ----------- | ------------------------------------------- | --------------------- | ------------------ |
|             | منظمة حظر الأسلحة الكيميائية                | ?                     | ?                  |
|             | الأمم المتحدة                               | 14 سبتمبر 1999        | 14 سبتمبر 1999     |
|             | مجموعة دول أفريقيا والكاريبي والمحيط الهادئ | ?                     | ?                  |
|             | يونسكو                                      | 24 أكتوبر 1989        | 17 أكتوبر 1996     |
|             | بنك التنمية الآسيوي                         | 1974                  | 1991               |
|             | تحالف الدول الجزرية الصغيرة                 | ?                     | ?                  |
|             | الاتحاد البريدي العالمي                     | ?                     | ?                  |
|             | دول الكومنولث                               | ?                     | ?                  |
|             | الاتحاد الدولي للاتصالات                    | 3 نوفمبر 1986         | 10 يونيو 1969      |

## أعلام
هذه قائمة لبعض الشخصيات التي تربطها علاقات بالبلدين:
- برنارد دويوغو (سياسي ناوروني، 14 فبراير 1946 – 9 مارس 2003)